# Tándem (vehículos)

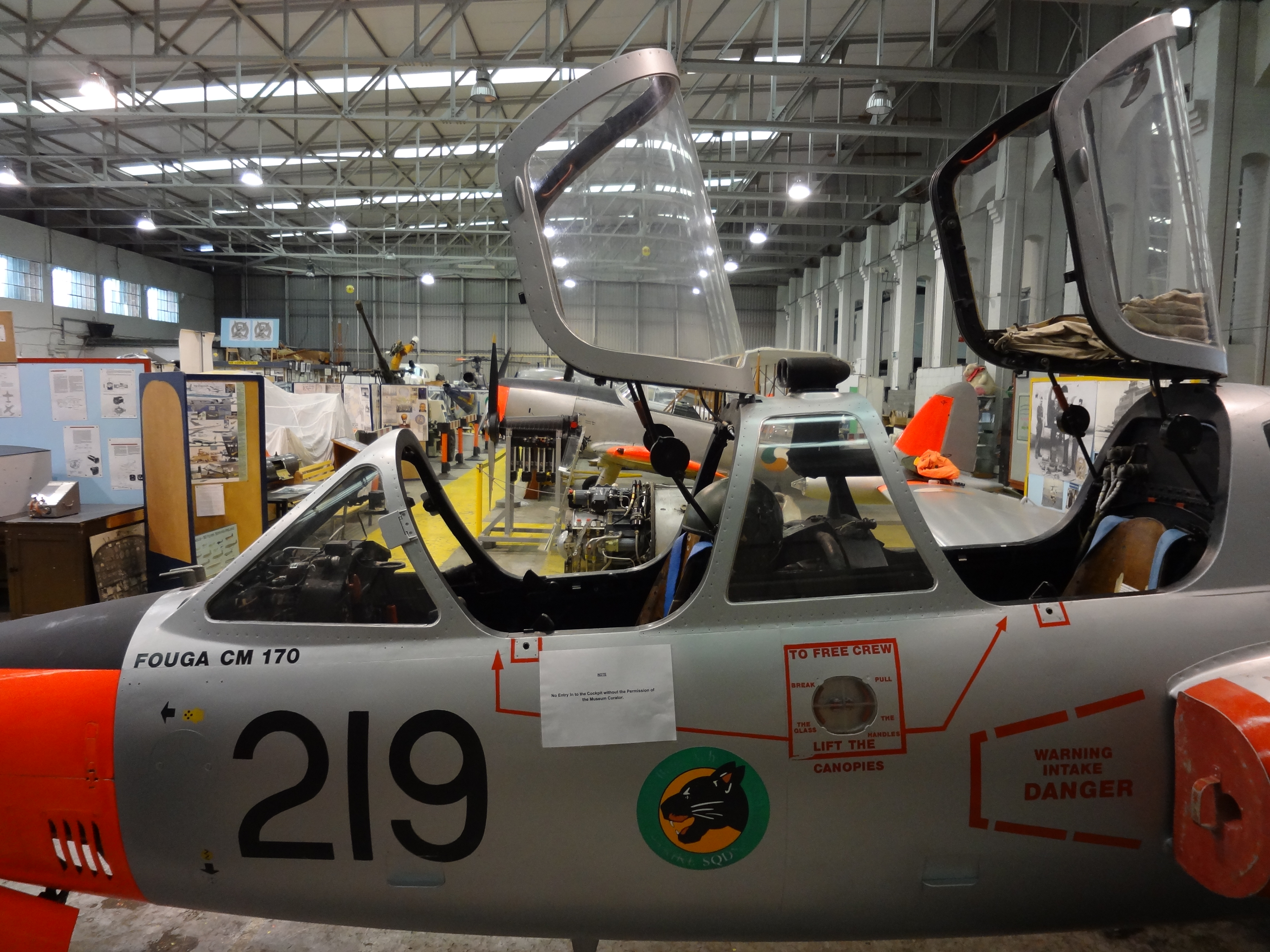
Configuración tándem de la cabina del Fouga Magister

Tándem, como término usado para vehículos, es la disposición de ciertos elementos del vehículo, normalmente los asientos, en sucesión, es decir ubicados uno detrás del otro en una fila, por lo que no abarca la distribución de asientos en un vehículo de turismo o un autobús.

## Etimología

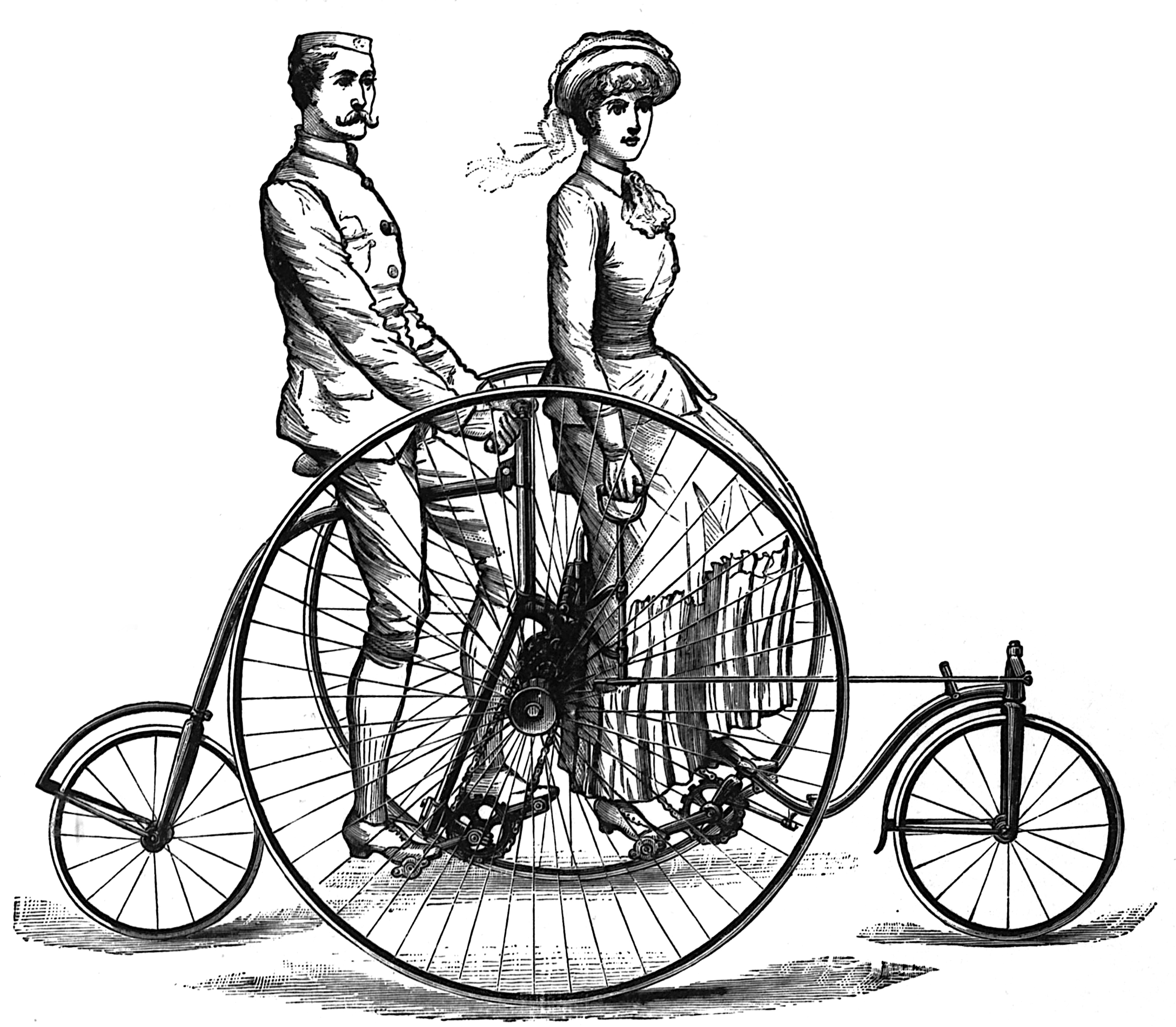
Esbozo de un antiguo modelo tándem de bicicleta.

La palabra «tándem» en español es una prestación del tandem inglés, cuyo origen en latín significa 'al fin', 'al cabo' o 'a la larga', es decir una cosa que viene o se ubica al final de la otra. En sus orígenes se trataba de un concepto temporal y no espacial, utilizado más tarde también para lo último, al principio de forma humorística. En español y algunos otros idiomas, este término es usado para cualquier conjunto que se complementa, aunque en el caso de los vehículos se le suele dar el uso actual. 

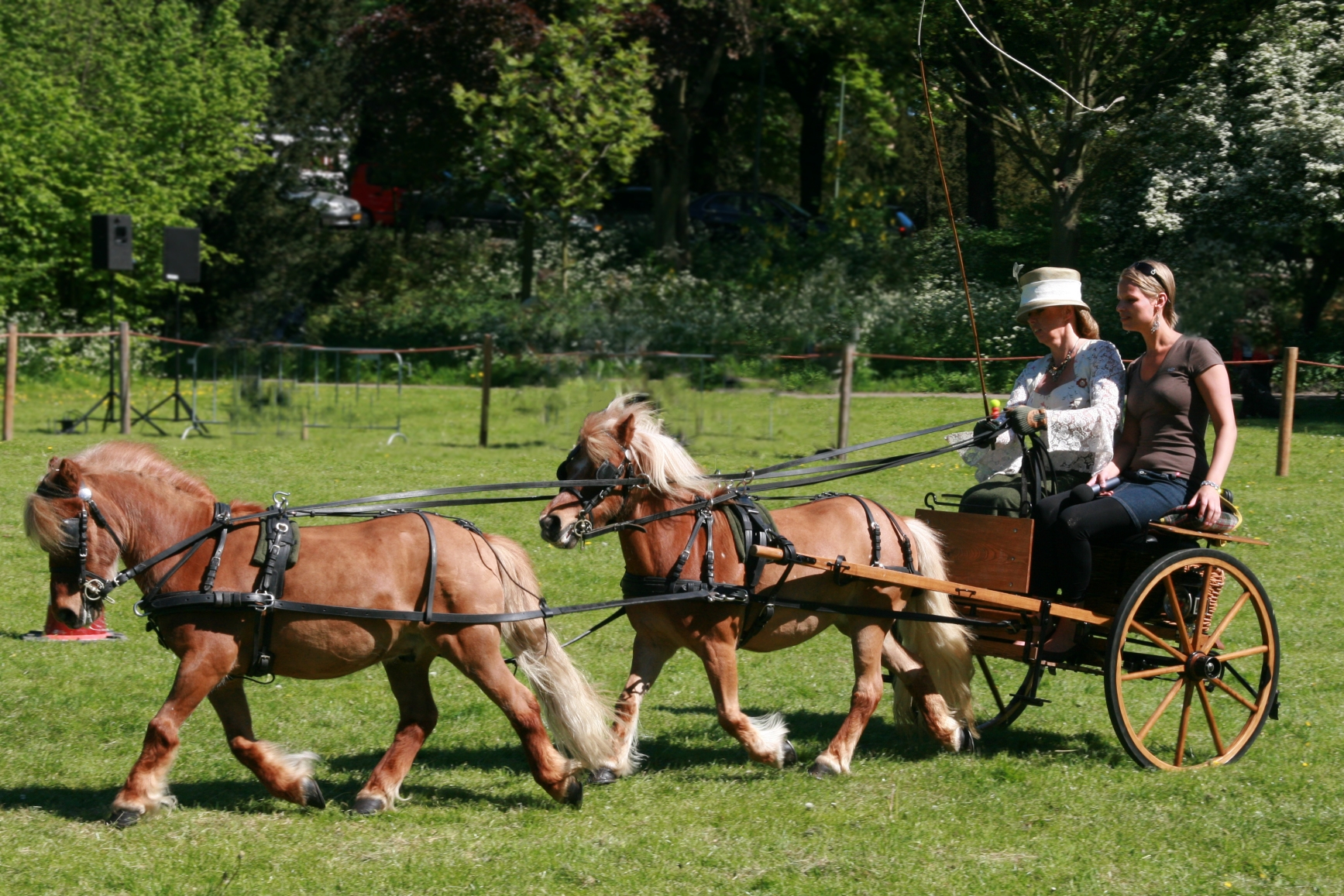
Un carruaje tirado por dos ponis en tándem.

## Carruajes
Originalmente la palabra tándem no se usaba para la disposición de los asientos del carruaje sino la de los propios caballos. Estas carrozas de dos caballos de tiro, con los animales colocados uno detrás del otro, solían ser ligeras y de constitución estrecha. Dependiendo del objetivo, muchas veces se usaban mulas y hasta ponis.

## Bicicletas
Las bicicletas en tándem son aquellos modelos provistos de más de un asiento y más de una pareja de pedales colocados en serie, pudiendo así ser movidos por el pedaleo de más de una persona. En origen se construían soldando dos cuadros de bicicleta juntos, pero luego se han mejorado los componentes y desde entonces se construyen directamente como una unidad, tanto para carretera como para montaña. 
Aunque se asocian los tándems con dos ciclistas, los puede haber para cualquier número (el récord mundial es un tándem para 40 ciclistas que se construyó en 1984 en Australia). Los más habituales son los modelos para dos adultos, pero los hay para adultos y niños. Hay también diferentes tipos de tándem, con un cuadro similar a una bicicleta ordinaria, pero con dos pares de pedales y dos cadenas. 
Se diferencian de las bicicletas sociables, en que en estas últimas los asientos están colocados uno al lado del otro.

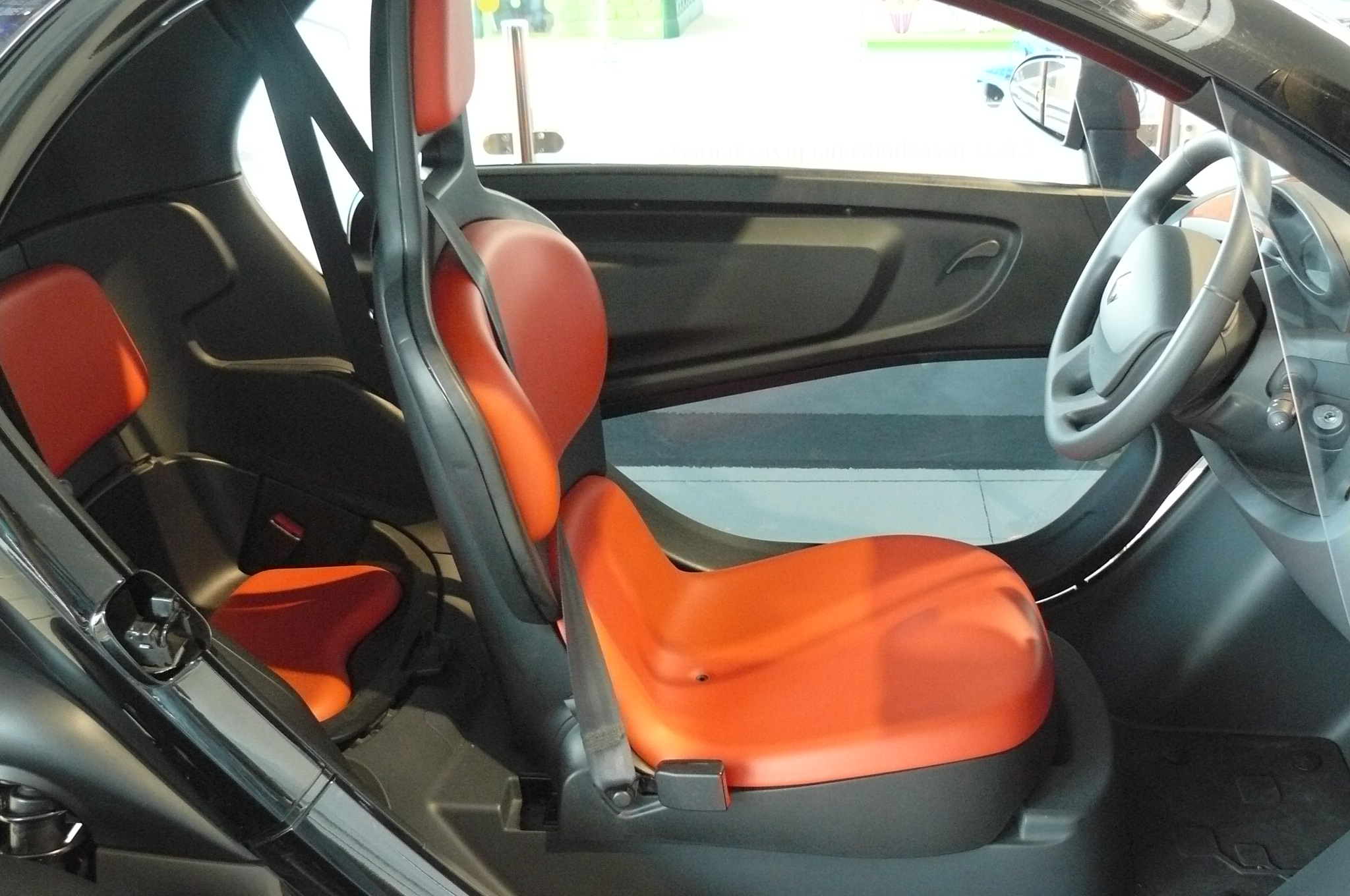
Renault Twizy

## Vehículos motorizados

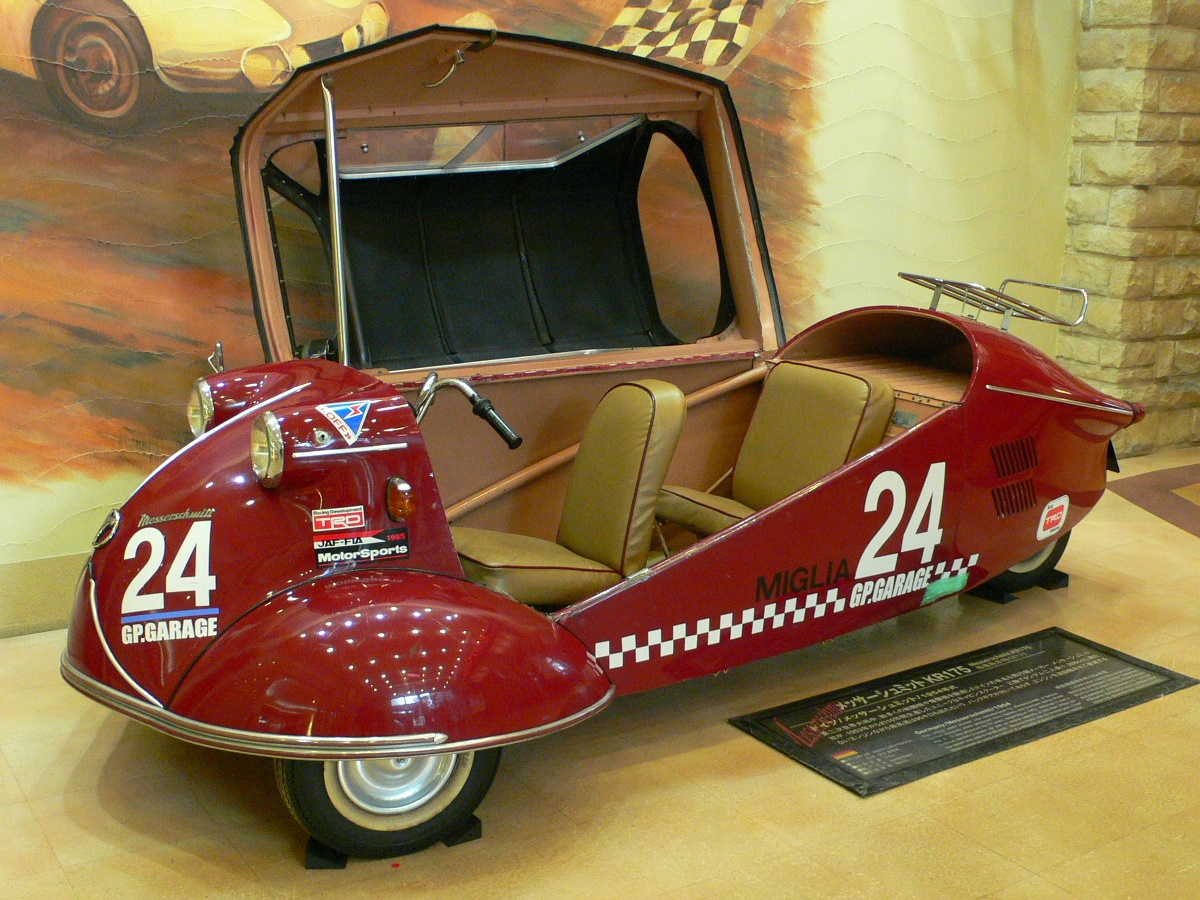
Messerschmitt KR175

La configuración de los asientos en tándem en los vehículos de motor no es muy común, y se ha dado en vehículos con ciertas características como las motos carrozadas de tres ruedas, pequeños automóviles para el espacio urbano, la mayoría eléctricos, y algunos coches deportivos y de lujo. El Messerschmitt KR200 fue quizás el ejemplo más conocido de un vehículo con estas características. Hoy en día se pueden ver en modelos como Renault Twizy, Myers EV, Chevrolet Tandem 2000 y algunos otros.

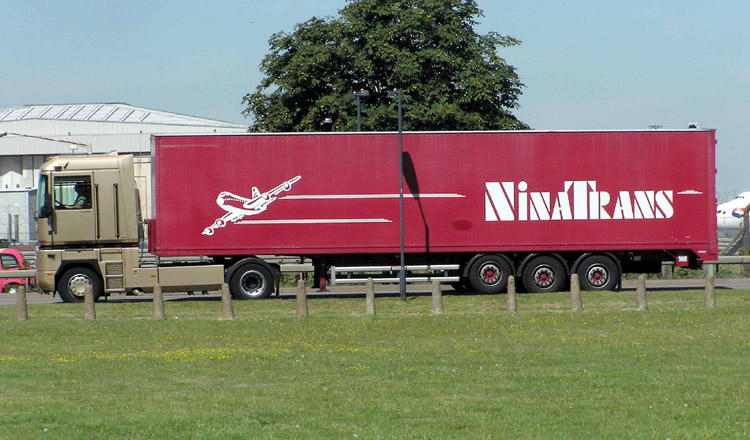
Semirremolque con tres ejes en tándem.

#### Ejes en tándem
Cuando se trata de camiones y remolques, la palabra tándem se suele usar para la disposición de los ejes, y no de los asientos. Los ejes en tándem son grupos de dos, tres o más ejes próximos, usados para facilitar el soporte de una mayor capacidad de carga.

## Aeronaves

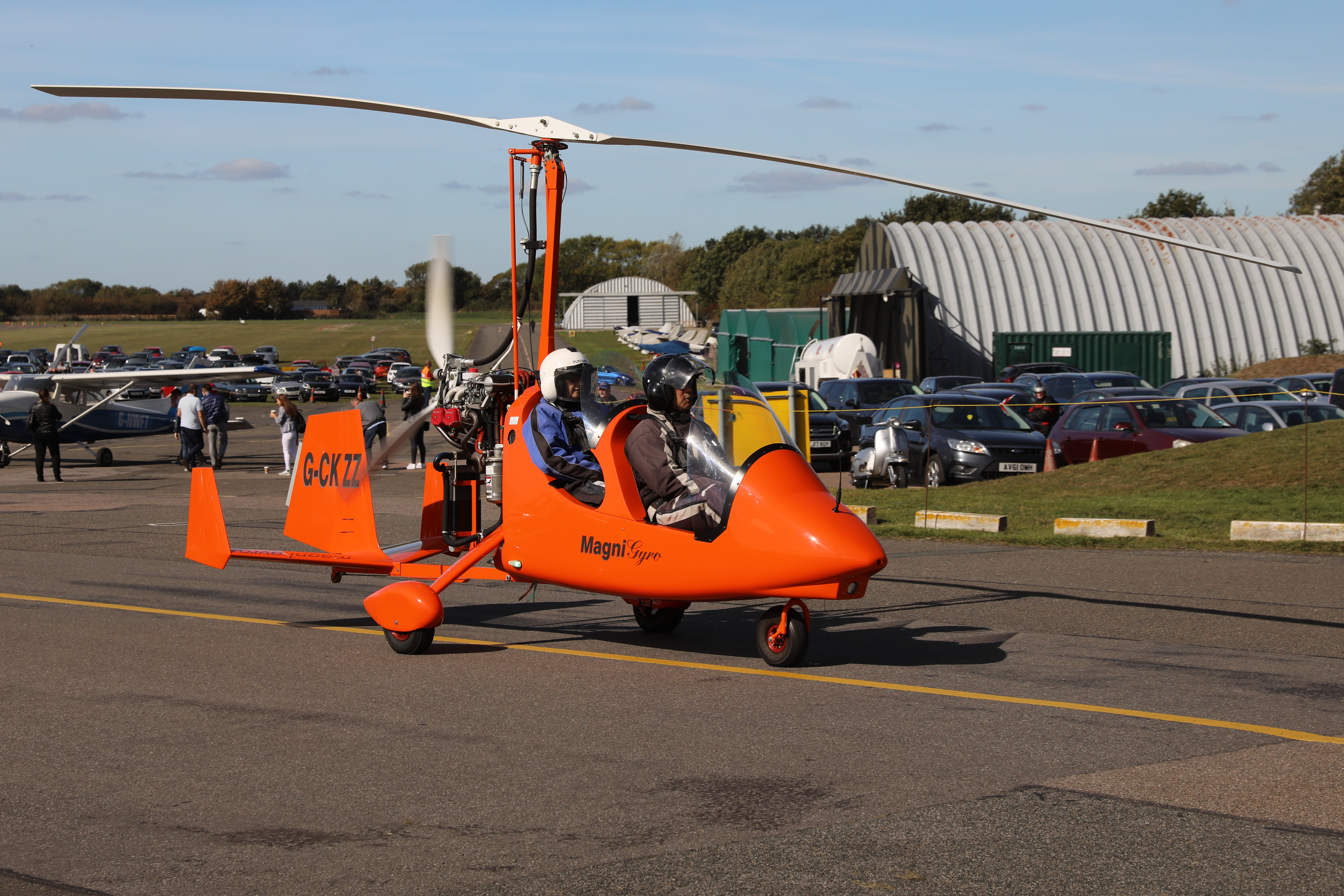
Un autogiro ultraligero en configuración tándem.

Quizás los más característicos en usar la configuración de asientos en tándem son los aviones de combate y otros tipos de aviones militares biplaza, como los de entrenamiento. Por cuestiones aerodinámicas que requieren un fuselaje de constitución más bien estrecha, han dispuesto que la mayor parte de los aviones biplaza modernos de este tipo tengan esta configuración, con el piloto ocupando la primera silla (proporcionándole mayor visibilidad) y el navegante, experto de sistemas (de armas, guerra electrónica, navegación, etc.) o entrenador ocupando en asiento trasero.
Esto no siempre fue el caso, y los primeros aviones de combate, incluidos la práctica totalidad de los biplanos, colocaban al piloto atrás y al disparador por delante, para poder de este modo conseguir una mayor cobertura del espacio aéreo por la ametralladora y un mejor apunte. También las aeronaves civiles de la época solían colocar al piloto detrás y al pasajero por delante. Esta configuración tiene que ver con la distancia entre los controles y los planos movibles o superficies de mando del aparato, en una época anterior a los sistemas hidráulicos y eléctricos utilizados en aviones modernos. Hasta el día de hoy, la configuración en tándem con el piloto sentado en el asiento posterior aún se puede ver en avionetas civiles de carlinga abierta. 
Durante la Segunda Guerra Mundial, este modelo fue cambiando conforme se cubrían las cabinas y se iba requiriendo al piloto más habilidades de control de unos aparatos más sofisticados, por lo que pasó a ocupar el asiento delantero. Este sería el caso del Boulton Paul Defiant y otros modelos de aviones militares de la época. 
En el ámbito militar, aparte de los cazas existen también bombarderos que utilizan esta configuración, al igual que algunos helicópteros de ataque modernos, como el Bell AH-1 Cobra y el Apache.
Otro tipo de aeronaves donde esta configuración es común son los planeadores, ya que, no contando con un motor que produzca empuje, la reducción del arrastre aerodinámico es crucial para su sustentación. La configuración también es común en la aviación ultraligera y en algunos modelos de autogiros.

#### Superficies de sustentación
Aparte de la disposición de los asientos, la palabra tándem sirve en aviación también para ciertas configuraciones de las alas, en el caso de los aviones, y de los rotores, en el caso de los helicópteros.

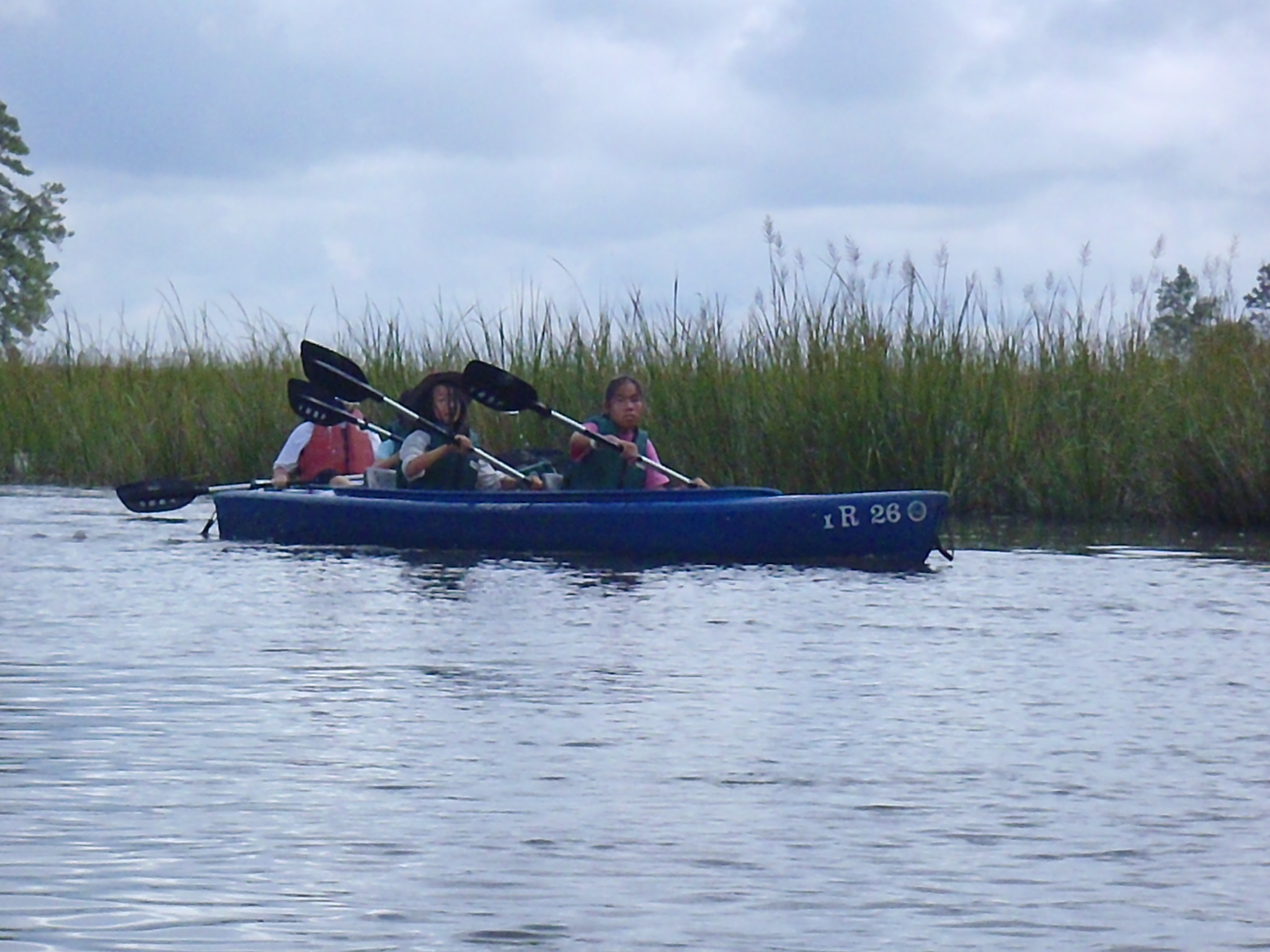
Los kayaks en disposición tándem son muy comunes tanto en modalidades de recreo como de competición.